# Pfarrkirche Kärntnerisch Laßnitz

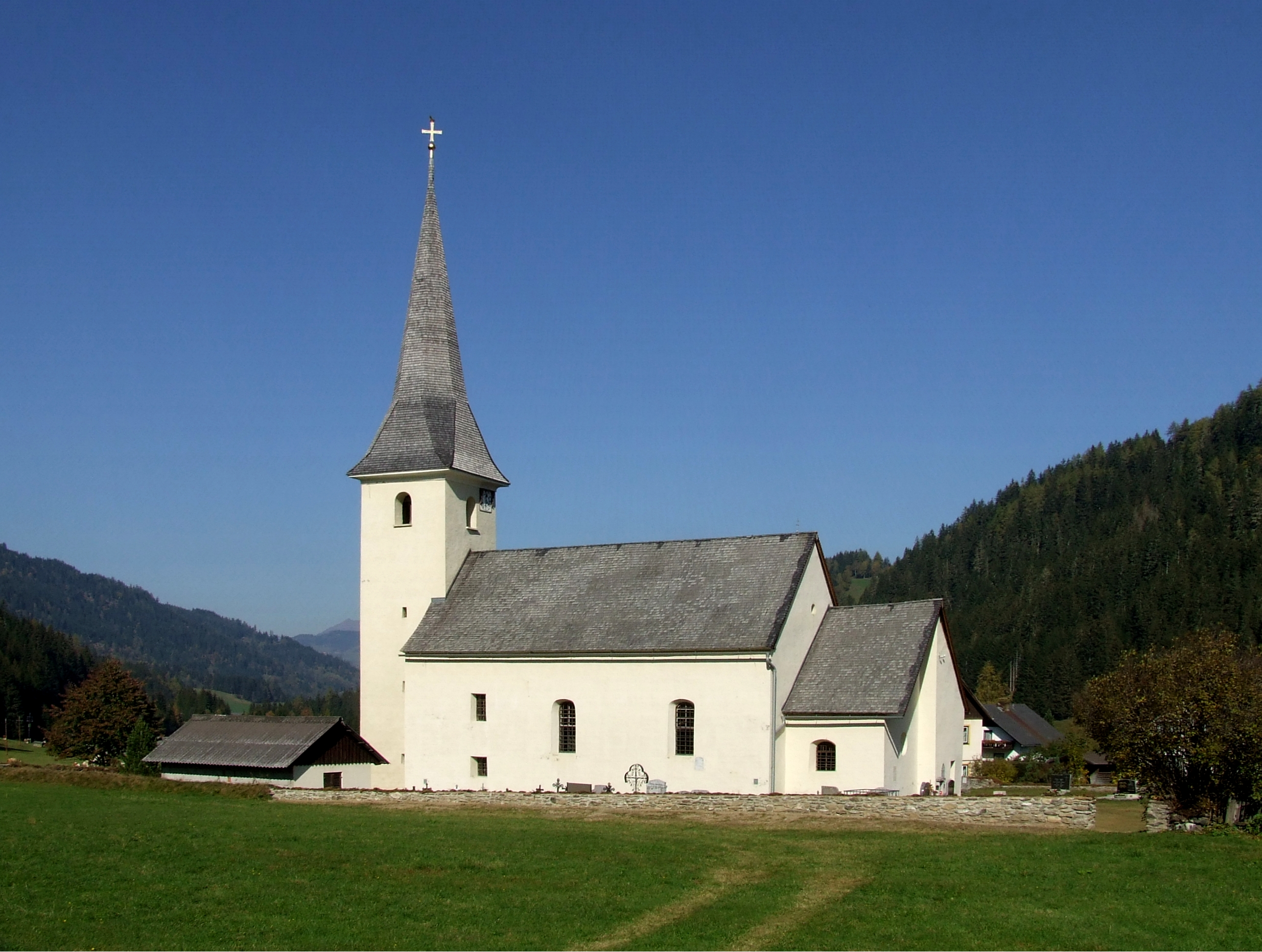

Die römisch-katholische Pfarrkirche von Kärntnerisch Laßnitz liegt an der kärntnerisch-steirischen Grenze im Ort Laßnitz in der Gemeinde Metnitz und steht unter dem Patrozinium von Jakobus dem Älteren. Sie wird 1326 erstmals urkundlich erwähnt und noch vor 1385 zur Pfarrkirche erhoben.

## Baubeschreibung

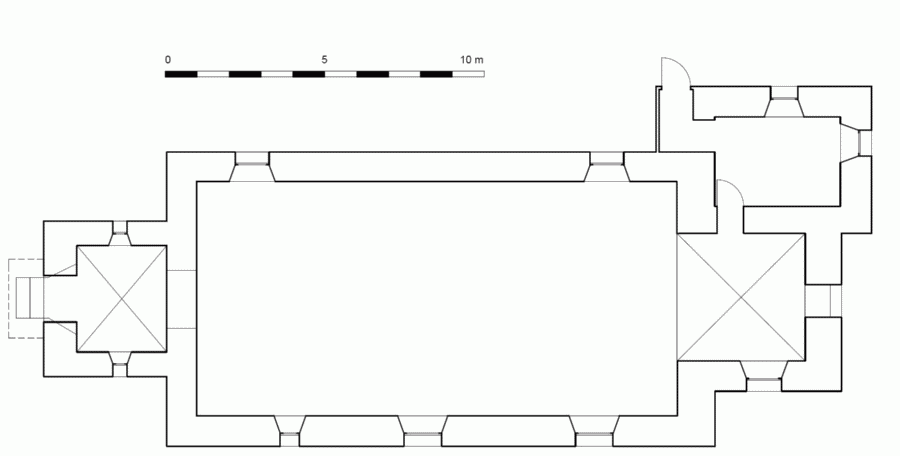
Grundriss der Pfarrkirche von Kärntnerisch Laßnitz

Die Kirche ist ein mittelalterlicher Bau, der Ende des 18. Jahrhunderts weitgehend erneuert worden ist. Der westliche Vorhallenturm mit rundbogigen Schallöffnungen wird von einem geschweiften Spitzhelm bekrönt, das Westportal von einem Vordach geschützt. An den eingezogenen, niedrigen Chor mit geradem Chorschluss ist nördlich die Sakristei angebaut.
Das Tonnengewölbe im Langhaus ist mit Stichkappen versehen. Ein rundbogiger Triumphbogen verbindet das Langhaus mit dem kreuzgratgewölbten Chor. Ein gotisches Portal mit Eisenplatten beschlagener Tür führt in die Sakristei.

## Einrichtung
Dem um 1670 entstandenen barocken Hochaltar mit Opfergangsportalen wurde ein geschnitztes Rokokoantependium hinzugefügt. Die beiden Seitenaltäre stammen vom Ende des 17. Jahrhunderts. Das Altarblatt des linken Seitenaltars zeigt eine Madonna, des rechten Seitenaltars die Kreuzigung. In den Brüstungsfeldern der Kanzel von 1724 sind die vier Evangelisten gemalt.
Die Konsolfiguren aus der Mitte des 18. Jahrhunderts im Langhaus stellen die Heiligen Johannes Nepomuk, Franz Xaver, Isidor und Notburga dar. Zur weiteren Ausstattung der Kirche gehören ein Triumphbogenkreuz, ein geschnitzter Luster mit barockisierenden Statuetten aus der Mitte des 19. Jahrhunderts sowie ein gotischer Taufstein.